# Gülcan
Gülcan [ˈgʏld͡ʒan] (türkisch „schön wie eine Rose“) ist ein türkischer weiblicher Vorname persischer/türkischer Herkunft, gebildet aus den Elementen gül und can.

## Namensträgerinnen

### Vorname
- Gülcan Arslan (* 1986), türkische Schauspielerin
- Gülcan Kamps (* 1982), deutsche Fernsehmoderatorin und Schauspielerin
- Gülcan Koca (* 1990), türkisch-australische Fußballspielerin
- Gülcan Mıngır (* 1989), türkische Leichtathletin

### Kunstfigur
- Gülcans Traumhochzeit, deutsche Doku-Soap aus dem Jahre 2007
- Gülcan und Collien ziehen aufs Land, deutsche Doku-Soap aus dem Jahre 2008